# Paço de Vasco da Gama
O Paço de Vasco da Gama (também conhecido como Casas Pintadas de Évora ou Edifício do Antigo Tribunal da Inquisição) é um edifício situado no Largo Marquês de Vila Flor na freguesia de Sé e São Pedro em Évora.
Construida no século XV, terá sido onde Vasco da Gama fixou a sua residência em Évora após a sua viagem à Índia.
Em 1591, o edifício foi integrado nas instalações do Tribunal do Santo Ofício da Inquisição de Évora que se encontrava no edifício ao lado.
Em 1964, o edifício sofreu um restauro geral e foi adaptado a Estudos Superiores, criados pela Fundação Eugénio de Almeida.